# International Film Music Critics Association
 (avril 2025).
Motif : Une association de critiques de films parmi tant d'autres dont la notoriété ne semble pas évidente. Existe-t-il des analyses sur ce sujet ? Sans sources secondaires ajoutées, le doute est légitime.
- Archive Wikiwix
- Bing
- Cairn
- DuckDuckGo
- E. Universalis
- Gallica
- Google
- G. Books
- G. News
- G. Scholar
- Persée
- Qwant
- (zh) Baidu
- (ru) Yandex
- (wd) trouver des œuvres sur Wikidata

| 1. | Préciser le motif de la pose du bandeau. | Précisez le motif de la pose du bandeau en utilisant la syntaxe suivante : {{admissibilité à vérifier\|date=avril 2025\|motif=remplacez ce texte par le motif}}                                                   |

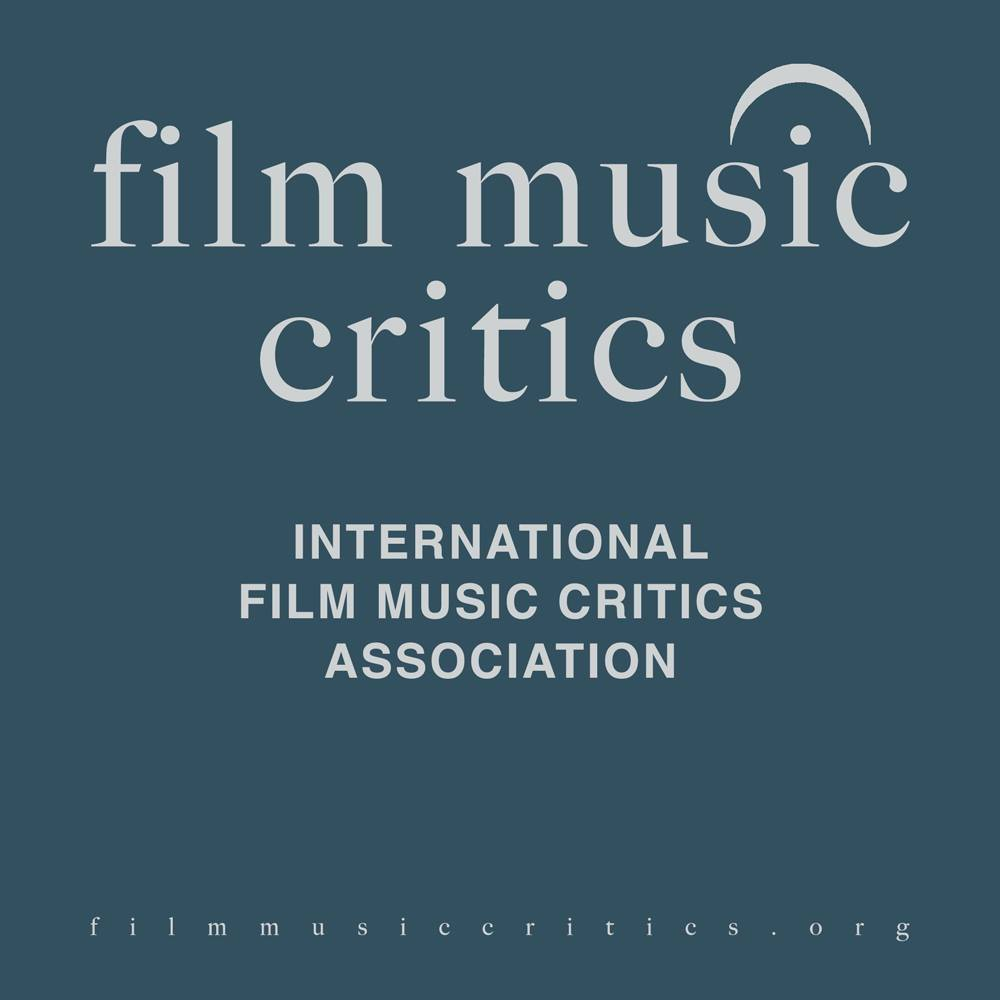
Affiche de Film Music Critics

| 2. | Informer les utilisateurs concernés.     | Pensez à avertir le créateur de l'article, par exemple, en insérant le code ci-dessous sur sa page de discussion : {{subst:avertissement admissibilité à vérifier\|International Film Music Critics Association}} |

L'International Film Music Critics Association (IFMCA) est une association professionnelle créée à la fin des années 1990 et composée de 55 journalistes de 16 pays différents, spécialisés dans la critique des Musiques de film et de télévision.
L'association organise tous les ans en février les International Film Music Critics Association Awards, surnommés les « Oscars de la musique ».

## Palmarès
(janvier 2021).
Si vous disposez d'ouvrages ou d'articles de référence ou si vous connaissez des sites web de qualité traitant du thème abordé ici, merci de compléter l'article en donnant les références utiles à sa vérifiabilité et en les liant à la section « Notes et références ».

### Années 1990
1998
- Meilleure musique originale pour un film comique : Six jours, sept nuits (Six Days Seven Nights) – Randy Edelman

1999
- Bande originale de l'année (Film Score of the Year) : Le 13e Guerrier (The 13th Warrior) – Jerry Goldsmith
- Partition musicale de l'année (Score of the Year) : Mulan – Jerry Goldsmith
- Compositeur de l'année (Composer of the Year) : Jerry Goldsmith

### Années 2000
2000
- Partition musicale de l'année : Jerry Goldsmith pour La Momie
- Compositeur de l'année : Jerry Goldsmith

2001-2003pas de récompenses
2004
- Meilleure musique originale pour un film comique : Le Terminal (The Terminal) – John Williams

2005
- Partition musicale de l'année : Michael Giacchino pour Les Indestructibles
- Compositeur de l'année : Michael Giacchino

2006
- Partition musicale de l'année : John Williams pour Mémoires d'une geisha
- Compositeur de l'année : John Williams

2007
- Partition musicale de l'année : James Newton Howard pour La Jeune Fille de l'eau
- Compositeur de l'année : Alexandre Desplat

2008
- Partition musicale de l'année : Dario Marianelli pour Reviens-moi
- Compositeur de l'année : Alexandre Desplat

2009
- Partition musicale de l'année : Alexandre Desplat pour L'Étrange Histoire de Benjamin Button
- Compositeur de l'année : Danny Elfman

### Années 2010
2010
- Partition musicale de l'année : Michael Giacchino pour Là-haut
- Compositeur de l'année : Michael Giacchino

2011
- Partition musicale de l'année : John Powell pour Dragons
- Compositeur de l'année : Alexandre Desplat

2012
- Partition musicale de l'année : John Williams pour Cheval de guerre
- Compositeur de l'année : John Williams

2013
- Partition musicale de l'année :  Mychael Danna pour L'Odyssée de Pi
- Compositeur de l'année : Danny Elfman

2014
- Partition musicale de l'année :  Abel Korzeniowski pour Roméo et Juliette
- Compositeur de l'année : Abel Korzeniowski

2015
- Partition musicale de l'année : Hans Zimmer pour Interstellar
- Compositeur de l'année : Alexandre Desplat

2016
- Partition musicale de l'année : John Williams pour Star Wars, épisode VII : Le Réveil de la Force
- Compositeur de l'année : Michael Giacchino

2017
- Partition musicale de l'année : Jóhann Jóhannsson pour Premier Contact
- Compositeur de l'année : Michael Giacchino

2018
- Meilleure musique originale d’un film fantastique / science-fiction / d’horreur : Valérian et la Cité des mille planètes – Alexandre Desplat

### Années 2020
2021
- Meilleure musique originale d’un film fantastique / science-fiction / d’horreur : Wonder Woman 1984 – Hans Zimmer
- Meilleure musique de film de l'année : Wonder Woman 1984 – Hans Zimmer
- Meilleure composition de musique de film de l'année : Wonder Woman 1984 – Hans Zimmer (pour le titre : "1984")
- Meilleure composition de musique de film de l'année : Wonder Woman 1984 – Hans Zimmer (pour le titre : "Themyscira")

2023
- Meilleure musique originale pour un film fantastique / science-fiction : Jurassic World : Le Monde d'après (Jurassic World Dominion) – Michael Giacchino
- Meilleure version d'archives : Amistad – Jeff Bond, Mike Matessino, Jim Titus et John Williams

2024
- Bande originale de l'année : Indiana Jones et le Cadran de la destinée (Indiana Jones and the Dial of Destiny) – John Williams
- Compositeur de l'année : Indiana Jones et le Cadran de la destinée (Indiana Jones and the Dial of Destiny) – John Williams pour le morceau Helena's Theme
- Meilleure musique originale pour un film d'action / aventure : Indiana Jones et le Cadran de la destinée (Indiana Jones and the Dial of Destiny) – John Williams

## Sources
- (en) Cet article est partiellement issu d'une traduction de l'article anglais : International Film Music Critics Association.